# NGC 4539
NGC 4539 este o galaxie spirală situată în constelația Părul Berenicei. A fost descoperită în 17 martie 1831 de către John Herschel. Se află la o distanță de 16,5 megaparseci de Pământ.